# Mladen Ramljak
Mladen Ramljak (Zagreb, 1 de julho de 1945 - 13 de setembro de 1978) foi um futebolista profissional croata, que atuava como defensor.
Foi um dos maiores jogadores da história do futebol croata e uma verdadeira lenda do Dinamo Zagreb. Aqui está um perfil detalhado sobre ele:

#### Biografia e Carreira
Mladen Ramljak foi um defensor croata de futebol WikipediaSofascore. Nasceu em Zagreb e era um verdadeiro filho do Dinamo - um garoto de Petrova que chegou ao Dinamo em 1958, aos 13 anos de idade.

## Carreira
Mladen Ramljak fez parte do elenco da Seleção Iugoslava de Futebol da Eurocopa de 1968. [carece de fontes?]

##### Carreira no Dinamo Zagreb (1962-1973):
- Jogou pela primeira equipe do Dinamo de 1962 a 1973, disputando 523 partidas no total, sendo 339 oficiais.
- Conquistou três títulos da Copa da Iugoslávia (1963, 1965 e 1969), segundo lugar na Copa das Cidades com Feiras em 1963 e, como coroação de sua carreira no Dinamo, o primeiro lugar na Copa das Cidades com Feiras em 1967.
- Em 31 de agosto de 1967, venceu com o Dinamo a Copa das Cidades com Feiras (precursora da Copa da UEFA) ao derrotar o Leeds United por 2-0.

##### Carreira no Feyenoord (1973-1977):
- Em 20 de novembro de 1973, aos 28 anos, assinou contrato de três anos e meio com o Feyenoord.
- Fez sua estreia pelo Feyenoord contra o NAC em 23 de dezembro de 1973 (vitória por 3-1).
- Com o Feyenoord conquistou a Copa da UEFA em 29 de maio de 1974, derrotando o Tottenham Hotspur por 2-0 no jogo de volta em Rotterdam, além do campeonato holandês de 1974.
- Tornou-se o primeiro jogador croata a conquistar troféus europeus com dois clubes diferentes.

## Títulos
- Eurocopa de 1968 - 2º Lugar